# Danielle Evans
Danielle Evans, née le 7 juin 1985, est un mannequin américain qui gagna la saison 6 de America's Next Top Model. 